# زنی از کرک
ماری از کرک (به فرانسوی: Mary de Cork)، که در فارسی به نامِ زنی از کرک شناخته می‌شود، داستانی از نویسنده فرانسوی ژوزف کسل است که در سال ۱۹۲۹ توسط انتشارات گالیمار منتشر شد.

## اقتباس
- تله فیلم ۱۹۶۷ با بازی آلن بووت و پاسکال برسی و به کارگردانی کاترین دنو
- تله فیلم ۱۹۸۹ با بازی والری مرس و به کارگردانی رابین دیویس و برنار-پیر دونادیو[۱][۲]

## ترجمهٔ فارسی
ابوالحسن نجفی این داستان را با دو عنوانِ ماری، قهرمان ایرلند (در کتاب نویسندگان معاصر فرانسه) و زنی از کرک (در کتاب بیست‌ویک داستان از نویسندگان معاصر فرانسه به فارسی ترجمه کرده‌است.